# Fowlie-Gletscher
Der Fowlie-Gletscher ist ein 21 km langer Gletscher im ostantarktischen Viktorialand. In den Admiralitätsbergen hat er ein gemeinsames Kopfende mit dem Dennistoun-Gletscher und fließt von dort in nordwestlicher Richtung zwischen Mount Ajax und Mount Faget, bevor er an der südöstlichen Basis der Lyttelton Range in den Hauptstrom des Dennistoun-Gletschers mündet.
Das New Zealand Antarctic Place-Names Committee benannte ihn 1983 nach Walter Fowlie, Mitglied einer Mannschaft des New Zealand Antarctic Research Programme zur geologischen Untersuchung dieses Gebiets zwischen 1981 und 1982.